# Antoni Urgellès i Granell
Antoni Urgellès i Granell (Vilanova i la Geltrú, 5 de març de 1845 - 10 de gener de 1897) fou violinista, pianista, director i compositor de música catalana.

## Biografia
Començà a aprendre música al costat del mestre de capella de Sant Antoni Abat de Vilanova, Jeroni Parera i Mata. Així i tot, ben aviat marxà cap a Barcelona per seguir els seus estudis musicals amb el mestre Gabriel Balart (director del Teatre del Liceu) i ben aviat començà a tocar el violí amb orquestra. Entre els anys 1846-1857, es va formar també al costat del mestre Joaquim Pasqual Mir amb el qual va estudiar piano, orgue, harmonia, contrapunt i fuga. Quan el seu mestre Joaquim va morir, Urgellès el va homenatjar amb una marxa fúnebre.
Tot i entrar com a instrumentista a la capella de Sant Antoni de Vilanova, mai va perdre el contacte amb Barcelona, ja que s'hi desplaçava per estudiar instrumentació amb Joan Carreras i Dagàs i seguia en contacte amb Anselm Clavé.
Després de la mort del seu pare (1865), va assumir la direcció de l'orquestra del Teatre Principal de Vilanova, la direcció del cor La Unión Vilanovesa (del 1866 al 1869), a partir del 1869 és mestre de capella de la parròquia de Mar de Vilanova, des del 1886 s'encarrega de la música dels oficis que se celebren a l'oratori de la Casa d'Empara i des del 1892, de les funcions religioses de la seva capella.
També va desenvolupar una bona tasca docent, tant pel que fa a classes particulars com a l'escola lancasteriana que el 1871 es va obrir a Vilanova. El 1876 va entrar a l'Escola Pia i a partir del 1886, es va fer càrrec de l'educació musical dels nens de la Casa d'Empara.
En la seva faceta de compositor, la seva tasca més important va ser en la composició de ballables. Així i tot, també escriu obres simfòniques, sarsueles i música religiosa. Va ser un gran divulgador d'un gènere desconegut pel nostre país en aquell moment, l'americana o dansa havanera, i dedicà un terç de la seva col·lecció de ballables a aquest gènere. Les seves obres són publicades per editorials de Barcelona (les editores de Rafael Guàrdia, Joan Ayné, Pujol, Marià Hurtado) i Donosti, i arribaren a tenir ressò en països com Itàlia, Argentina, França i Anglaterra.

## Obres[3]
Part del seu fons personal està dividit entre l'Arxiu Comarcal de Ripoll i la Biblioteca-Museu Víctor Balaguer de Vilanova i la Geltrú

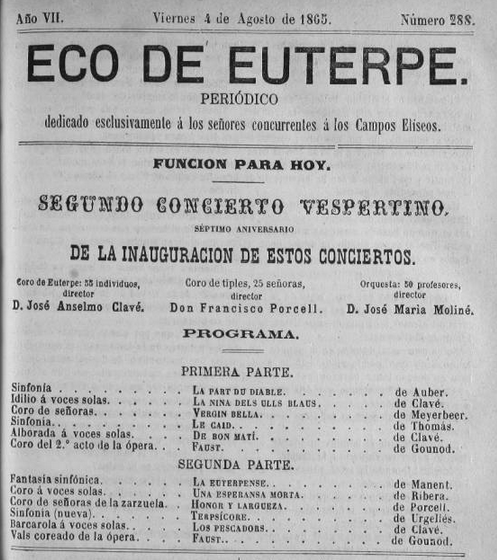
La Eco de Euterpe. Periòdic bilingüe que es regalava als assistents dels concerts dels Jardins d'Euterpe. El dia 4 d'agost de 1865, s'estrena la simfonía Terpsícore d'Urgellès

### Simfonies per a orquestra
- La campestre
- Fantasia de clarinete
- Simfonia sense títol
- Poblet
- Terpsícore
- La Orfeònica
- Flòra
- La Odalisca
- Laura
- Minerva

### Teatre musical
- L'Andreuet de Montanyans. - Sarsuela- Lletra de F. de Sales Vidal
- Entre Capmany i Figueres. -Sarsuela- Lletra de F. de Sales Vidal
- Pauleta "la planxadora". -Sarsuela- Lletra de F. de Sales Vidal
- Los baños de Santander. - Sarsuela- Lletra de Josep Alegret i Samá
- Retrets. - Sarsuela- Lletra de Josep Verdú i Feliu
- Pastorets. Lletra de Teodoro Creus

### Ballables
- 235 Americanes
- 6 Americanes corejades
- 33 Tangos
- 16 Havaneres
- 8 Espanyoles
- 11 Llancers
- 56 Masurques
- 10 Pasdobles
- 33 Polques
- 28 Rigodons
- 56 Schotish
- 72 Valsos
- 55 Vals - jota

### Obra Religiosa

#### Misses
- Misa Pastoril a 3 voces (Organo u Harmonium)
- Misa (Orquestra, 3 solistes i cor a 3 veus)
- Misa a 3 voces (amb petita orquestra)
- Misa infantil para cantarse a 2 o a 3 voces y coro

#### Cants a la verge: 9
Rosaris, Ave Marias, Salves, Trisagis i Vespres: 32

### Peces per a piano
Té 30 obres per a piano, algunes d'elles editades.